# Décès en 910
Décès
- 906
- 907
- 908
- 909
- 910
- 911
- 912
- 913
- 914

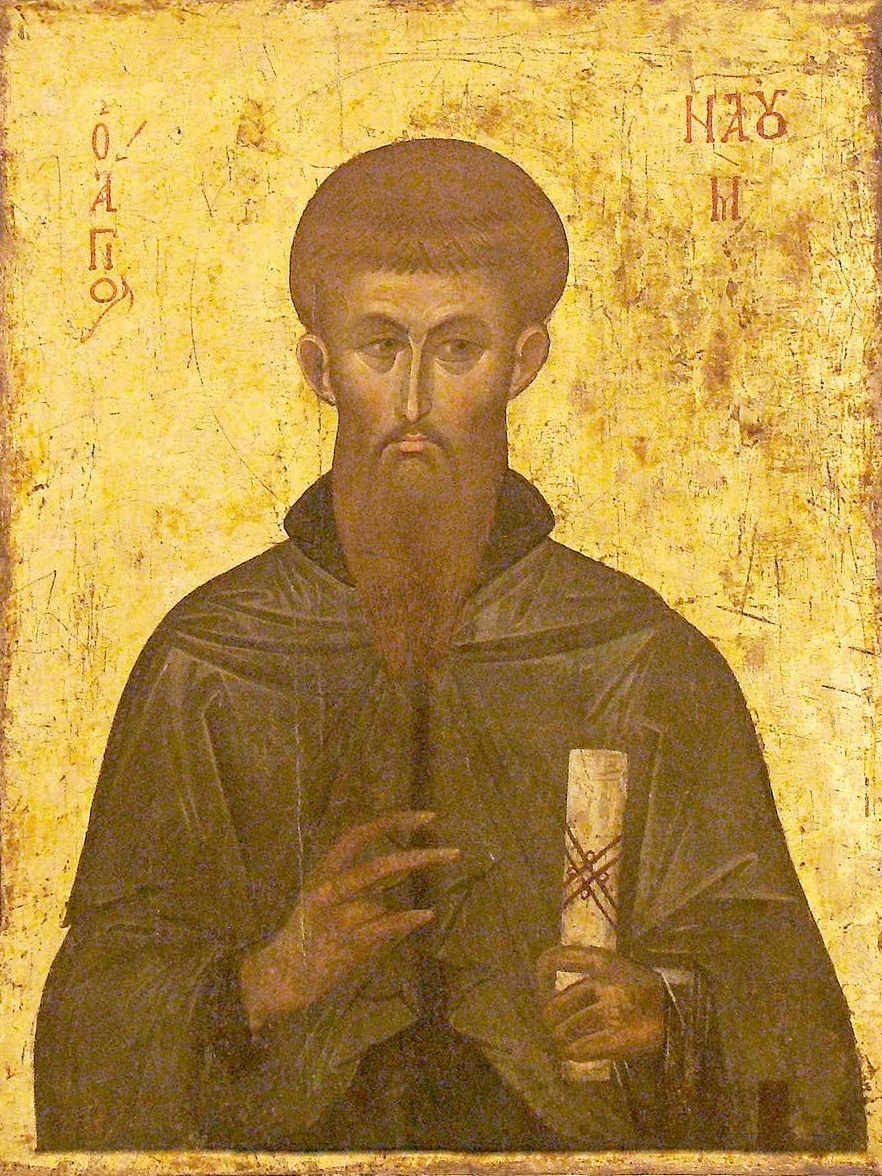
Nahum d'Ohrid mort en 910.

Cette page dresse une liste de personnalités mortes au cours de l'année 910 :
- 2 juin : Richilde d'Ardennes[1], impératrice d'Occident, seconde épouse de Charles II le Chauve.
- 22 juin : 
  - Gebhard de Lotharingie[2], comte de Wetterau et de Rheingau, puis duc en Lotharingie.
  - Gérard Ier de Metz, comte de Metz.
- 20 décembre : Alphonse III des Asturies, roi des Asturies.
- 23 décembre : Nahum d'Ohrid, saint évangélisateur de la haute Macédoine.

- Eowils et Halfdan, co-rois  du royaume viking d'York en Northumbrie.
- Junayd, ou Abû l’Qasim al-Junayd ibn Muhammad al-Khazaz al-Baghdadi, haute figure de la spiritualité musulmane.
- Wei Zhuang, poète chinois.

date incertaine (vers 910)
- Andronikos Doukas, général byzantin.
- Hoshi Sosei, moine et poète japonais.

## Crédit d'auteurs
- Cet article est partiellement ou en totalité issu de l'article intitulé « 910 » (voir la liste des auteurs).